# Операция «Медведка 19»
Операция «Медведка 19» («Арцав-19», ивр. מבצע ערצב-19‎; англ. Operation Mole Cricket 19) — операция по разгрому дислоцированной на территории Ливана группировки сил и средств противовоздушной обороны Сирии «Феда», проведенная армией обороны Израиля в начале Ливанской войны, с 9 по 11 июня 1982 года.

## Исторический фон
В 1981 году началось новое обострение обстановки в Ливане, связанное с нападением сирийских войск на христианский город Захле в долине Бекаа. Сирийские войска продвинулись на север в горные районы к северу от шоссе Дамаск — Бейрут и к северо-востоку от Бейрута.
В июле 1981 года боевики Организации освобождения Палестины (ООП) подвергли обстрелу из 130-мм дальнобойных советских орудий и систем залпового огня «Град» 33 израильских города (Кирьят-Шмона, Нахария, Метула и другие) и сельскохозяйственные поселения вдоль северной границы Израиля. Артиллерийская перестрелка на северной границе Израиля продолжалась на протяжении десяти дней
. Всего с 10 по 20 июля 1981 боевики ООП выпустили по северу Израиля 1970 снарядов РСЗО, в результате погибли 6 израильтян, а 111 были ранены). Жизнь в Кирьят-Шмоне была парализована, многие жители города были вынуждены покинуть свои дома. 19 июля 1981 года Израиль произвёл массированную бомбардировку баз ООП в Южном Ливане и штаб-квартир в Бейруте, в ходе которой погибли более 300 человек. Одновременно правительство Израиля начало подготовку к операции по изгнанию ООП из Южного Ливана, но под давлением США операция была отложена.
5 апреля 1982 года в Париже был убит израильский дипломат Яаков Бар-Симантов. Тремя днями раньше лица в масках обстреляли из автоматического оружия израильскую торговую миссию, расположенную вблизи посольства. Террористам удалось скрыться.

3 июня 1982 года израильский посол в Великобритании Шломо Аргов возле отеля «Дорчестер» в Лондоне был тяжело ранен в голову палестинским террористом.
Израиль решил, что в этой ситуации он не может более оставаться равнодушным.
В ответ на покушение правительство Израиля 4 июня утвердило план воздушной атаки 11 объектов в Ливане, и Израиль провёл массированные бомбардировки позиций ООП в Ливане.
5 июня правительство и Кнессет Израиля приняли решение о вторжении в Ливан.
6 июня крупные подразделения войск ЦАХАЛа пересекли ливанскую границу.

## Ситуация на юге Ливана
В первые дни вторжения танковые и мотопехотные дивизии Израиля уничтожали формирования ООП. Однако на пути к Бейруту столкновение с сирийской армией, находившейся под командованием советских военных советников и вооружённой советским оружием, становилось неминуемым. На территории Ливана регулярных советских частей не было, однако в расквартированных здесь сирийских подразделениях находилось значительное количество советских военных советников и специалистов, которые принимали непосредственное участие в боевых действиях. Управление сирийской армии осуществлялось советскими генералами и офицерами. Главным военным советником и советником министра обороны Сирии был генерал-полковник Г. П. Яшкин, имевший в подчинении заместителя по ВВС — генерал-лейтенанта В. Соколова, по ПВО — генерал-лейтенанта К. Бабенко, по РЭБ — генерал-майора Ю. Ульченко. Во всех звеньях управления сирийскими войсками — от батарей и рот до министерства обороны Сирии, находились тысячи советских офицеров.
В составе находившейся в то время в Ливане группировки сирийских войск имелись четыре бригады ПВО, оснащённые советскими зенитно-ракетными комплексами «Куб», С-75М «Волга» и С-125 М «Печора». В ночь с 9 на 10 июня 1982 года на территорию Ливана были дополнительно введены 82-я смешанная зенитно-ракетная бригада и три зенитно-артиллерийских полка. Таким образом, 24 сирийских зенитно-ракетных дивизиона были развёрнуты боевым порядком протяжённостью 30 км по фронту и 28 км в глубину. Эти силы обязаны были осуществлять прикрытие сирийских войск в ливанской долине Бекаа.

## Уничтожение системы ПВО сирийских войск в Ливане
9 июня 1982 года состоялось совещание командования ЦАХАЛа. В нём участвовали министр обороны Ариэль Шарон и начальник генштаба Рафаэль Эйтан. Было решено провести масштабную операцию по уничтожению группировки сирийских войск в Ливане. Правительство Израиля утвердило это решение.
Операция «Арцав 19» началась в 4 часа утра 9 июня.
Израильские БПЛА IAI Scout и малоразмерные дистанционно-пилотируемые летательные аппараты Mastiff провели разведку и наблюдение сирийских аэродромов, позиций ЗРК и передвижений войск. Впервые в мире израильтяне широко использовали беспилотные самолёты-разведчики в боевой обстановке. Они вели прямую телевизионную трансляцию изображения на командные пункты. Получая наглядную информацию, командование принимало решения для нанесения ракетных ударов. Отвлекающая группа израильской авиации перед ударом главных сил вызвала включение радиолокационных станций сирийских ЗРК, по которым был нанесён удар с помощью самонаводящихся противорадиолокационных ракет «Шрайк», а те средства, которые не были уничтожены, были подавлены помехами.
В группу радиолокационного обеспечения входили самолёты дальнего радиолокационного обнаружения E-2C Hawkeye, контролировавшие активность действий сирийских ВВС. Оборудованные для ведения радиоэлектронной борьбы Боинг-707, вертолёты Sikorsky CH-53 Sea Stallion и самолёты IAI-202 Арава прослушивали радиосети сирийских ВВС и ПВО и ставили пассивные и активные помехи. Так, за час до удара они начали постановку пассивных радиоэлектронных помех на фронте 150—200 км; за 12 минут — интенсивных помех системам связи и управления средствами ПВО; за 5—7 минут — активных помех большой мощности, подавивших средства радиолокационной разведки противника. В операции также использовались десятки ложных целей «Шимшон» (Tactical Air-Launched Decoy) создающие на экране РЛС отметку полноразмерного самолёта.
Уничтожение сирийских средств ПВО проводилось ракетами ПРР AGM-78 класса «земля-земля» и дальнобойной и реактивной артиллерией; при этом использовались боеприпасы, обладающие способностью наводиться на цель с помощью лазерного луча. Через 10—12 минут после ракетного удара по сирийским позициям был нанесён удар силами около 100 самолётов. Израильская авиация действовала группами по 2—6 истребителей-бомбардировщиков. На них были установлены специальные двигатели, которые не оставляли за собой конденсационного следа, что затрудняло визуальное обнаружение. Они наносили удары с применением обычных, кассетных, шариковых и кумулятивных бомб, а также управляемых и самонаводящихся ракет AGM-78 «Стандард-АРМ», «Шрайк», «Мейверик», специально доработанных под рабочие частоты сирийских РЛС.
Оставшиеся сирийские РЛС и пусковые установки уничтожались с расстояния 60—80 км, превышающего радиус действия сирийских зенитных ракет средней дальности. Система ПВО Сирии в Ливане была практически полностью уничтожена.

## Сражения в воздухе
7—11 июня 1982 года в небе над Ливаном развернулся ряд воздушных сражений между боевыми самолётами сирийских и израильских ВВС. С обеих сторон в них участвовало около 350 самолётов. Согласно оценкам участников событий, в отдельных фрагментах боёв одновременно участвовало по 120—200 боевых машин.
Всего сирийские ВВС за это время, по разным оценкам, потеряли 78—82 самолёта МиГ-21, МиГ-23 и Су-22. У израильтян потерь не было.